# البساتين (كفر البطيخ)
البساتين هي إحدى قرى مركز كفر البطيخ التابع لمحافظة دمياط بجمهورية مصر العربية.